# Festival italiano 1993
Il Festival Italiano 1993 fu una manifestazione musicale organizzata da Canale 5 per creare una valida alternativa al Festival di Sanremo. Andò in onda in diretta dal Forum di Assago in tre serate: mercoledì 27, giovedì 28 e venerdi 29 ottobre 1993.
Conduttore fu Mike Bongiorno affiancato da Paola Barale e Gene Gnocchi.
I cantanti si esibirono accompagnati da un'orchestra di trentacinque elementi diretta dal maestro Vince Tempera.
Tra gli ospiti Paul Young, Lisa Stansfield e Céline Dion.
Vincitori furono gli 883 e Fiorello con il brano Come mai.

## Classifica, canzoni e cantanti
| Posizione | Canzone                      | Autori                                           | Artista                                 | Voti |
| 1.        | Come mai                     | Max Pezzali e Mauro Repetto                      | 883 e Fiorello                          |      |
|           | Il mondo degli angeli        | Maurizio Fabrizio, Romina Power e Oscar Avogadro | Al Bano e Romina Power                  |      |
|           | Gli anni miei                | Pierangelo Bertoli                               | Pierangelo Bertoli                      |      |
|           | Trastevere '90               | Massimo Bizzarri                                 | Massimo Bizzarri con Riccardo Cocciante |      |
|           | Ti mancherò                  | Bruno Zucchetti e Giuseppe Dati                  | Alessandro Canino                       |      |
|           | Difendi questo amore         | Grazia Di Michele e Rossana Casale               | Rossana Casale                          |      |
|           | L'inverno non è qui          | Antonio Decimo                                   | Antonio Decimo con Amedeo Minghi        |      |
|           | Avrei bisogno di te          | Drupi e Negroni                                  | Drupi                                   |      |
|           | Ma quando sarà               | Valerio Negrini e Roby Facchinetti               | Irene Fargo                             |      |
|           | L'amore non finisce mai      | Aldo Stellita e Laura Valente                    | Matia Bazar                             |      |
|           | Sto senza te                 | Sergio Laccone                                   | Mietta                                  |      |
|           | Jane                         | (Filippo Neviani)                                | Nek                                     |      |
|           | Un disperato bisogno d'amore | Gaetano Curreri e Saverio Grandi                 | Stadio                                  |      |
|           | No potho reposare            | motivo tradizionale                              | Tazenda                                 |      |
|           | Chissà                       | Gerardina Trovato e Angelo Anastasio             | Gerardina Trovato                       |      |
|           | Bughy                        | Stefano D'Orazio e Massimo Vecchi                | Vernice                                 |      |